# Aerogel

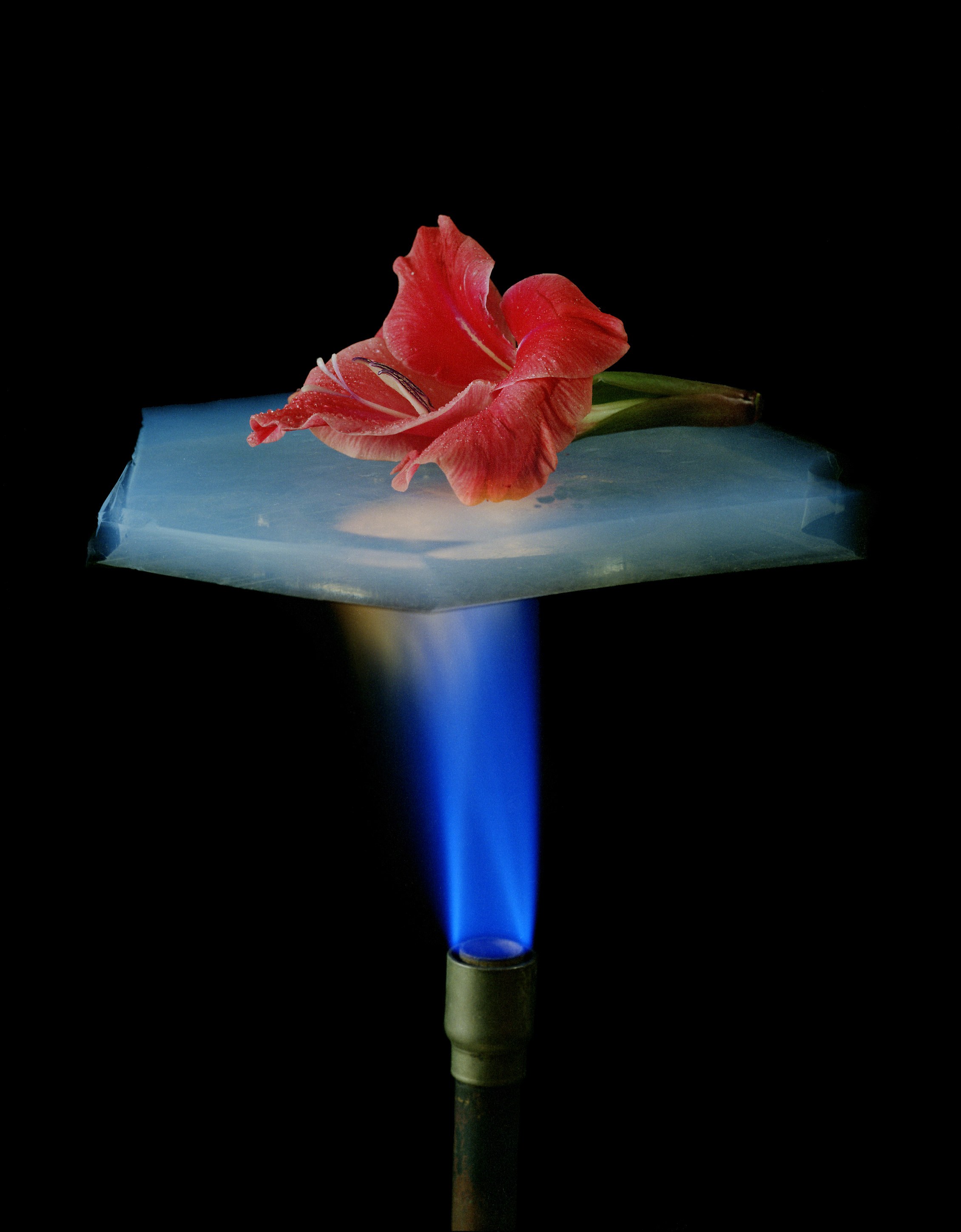
Een bloem op een stuk aerogel. Aerogel is zeer hittebestendig en isoleert uitstekend

Aerogel is een doorzichtig, poreus materiaal met een uiterst lage dichtheid. Het bestaat voor 95 tot 99,98% uit lucht en is daardoor een van de lichtste vaste stoffen. Bij de meest bestudeerde aerogels wordt de structuur bepaald door silicium, maar er zijn ook aerogels op basis van metalen of koolstofverbindingen. Aerogel op basis van silica heeft een smeltpunt van ongeveer 1200 °C.
Aerogel wordt gemaakt door een conventionele gel te drogen boven de kritische temperatuur van het oplosmiddel en een kritische druk. Deze gel bestaat uit silica in colloïdale vorm, gevuld met oplosmiddelen.
Door voortdurend onderzoek bereikt men een steeds lagere dichtheid van dit materiaal. Hiervan worden zelfs records bijgehouden in het Guinness Book of Records. In 2003 brak het Jet Propulsion Laboratory van NASA het record met een dichtheid van slechts 3 mg/cm3. Dat record werd hetzelfde jaar verbroken door wetenschappers van het Lawrence Livermore National Laboratory. Zij slaagden erin een aerogel te maken met een dichtheid van 1,9 mg/cm3. Inmiddels zijn dezelfde wetenschappers erin geslaagd de dichtheid te reduceren tot 1 mg/cm3, het huidige record.
Ter vergelijking: lucht heeft een dichtheid van 1,2 mg/cm3. De nieuwste versie van aerogel is dus lichter dan lucht. Maar omdat het aerogel wel gevuld is met lucht drijft of zweeft het niet.
De warmtegeleidingscoëfficiënt van Aerogel ligt rond de 0,011W/m2K

## Toepassingen

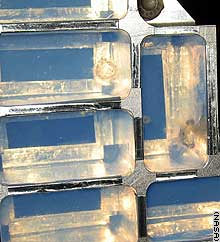
In januari 2006 bracht de Stardust missie komeetstof naar de aarde terug, opgevangen in een blok aerogel. De donkere vlekjes in de gel zijn komeetstof. Courtesy NASA/JPL-Caltech

Aerogel is een goede isolator en wordt in ruimtesondes gebruikt om de elektronica tegen lage temperaturen te beschermen. Onder andere de Mars Pathfinder en de Mars Exploration Rovers maken hiervan gebruik. Aerogel isoleert dusdanig goed dat het zelfs nodig is om de elektronica te koelen in plaats van te beschermen tegen de kou. Aerogel is thermisch en UV stabiel, niet giftig, niet brandbaar en er is geen rook in geval van brand. Het is permanent waterafstotend, weerstaat waterdamp, groei van algen en meeldauwsporen. Het vergeelt niet en behoudt zijn lichtdoorlatende witte kleur, is inert, waardoor het herbruikt kan worden. Aerogel is een vaste stof, op basis van siliciumdioxide (SiO2) met een poreuze, spons-achtige structuur. Ter vergelijking: de dichtheid van aerogel is zo'n 1.000 keer lager dan die van glas, een ander materiaal op basis van siliciumdioxide dat chemich vrijwel identiek is aan aerogel. Het isoleert warmte en kou tot 8 keer beter dan elk ander conventionele isolatiemateriaal. Er is dus veel minder materiaal nodig om dezelfde isolatiewaarde te bereiken, dit maakt een deken van Aerogel 's werelds best isolerend materiaal. 
Aerogel werd gebruikt bij de Stardustmissie om stof uit de staart van een komeet te verzamelen. De stofdeeltjes drongen hierbij met grote snelheid een stukje aerogel binnen, werden in de aerogel afgeremd en opgevangen. Stardust keerde half januari 2006 terug naar de aarde.